# Laser SB3

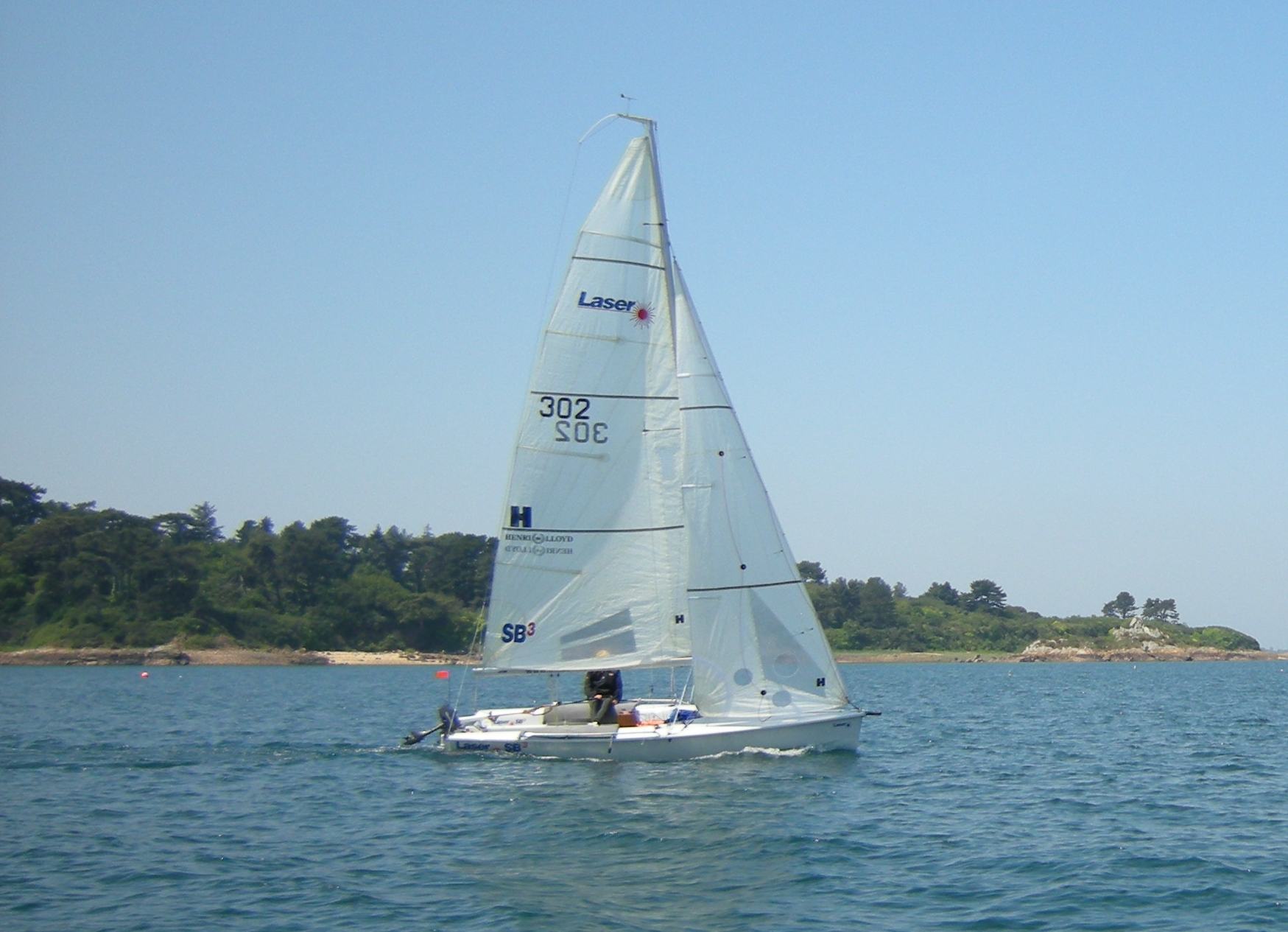
Laser SB3. Bei leichten Bedingungen kann das Boot auch einhand gesegelt werden.

Der Laser SB3 ist ein sportliches, hauptsächlich für Regatten verwendetes Segelboot für eine Besatzung von drei bis vier Personen. Das maximale Mannschaftsgewicht beträgt 270 kg.

## Beschreibung
Das offene Kielboot wurde 2002 von Tony Castro entworfen. Gebaut wurde es von der Firma LaserPerformance LLC. Der Rumpf ist in GFK-Sandwich-Bauweise hergestellt, der Spiegel ist offen, das Cockpit selbstlenzend. Der Kiel besteht aus Epoxyschaum und Polyesterlaminat mit einer Einlage aus rostfreiem Stahl und einer Kielbombe aus Blei. Der Mast ist aus Aluminium gefertigt und verfügt über zwei Salingpaare.
Seit 2008 finden in dieser Bootsklasse Weltmeisterschaften statt.

## Sportsboat World SB20
Seit 2012 wird das Boot im Zuge der Produktionsabgabe von LaserPerformance LLC an Tony Castro unter dem neugegründeten Dach der Firma Sportsboat World SB20 genannt. SB 3 stand für Drei-Mann-Jolle. SB20 nimmt Bezug auf die Länge des Bootes (20 Fuß), da das Boot auch mit mehr oder weniger Personen als drei Mann Besatzungen zu segeln ist.